# David B. McCall
David B. McCall Jr. (31 de marzo de 1924-17 de febrero de 2004) fue un banquero y político estadounidense que se desempeñó como alcalde de Plano, Texas, de 1956 a 1960. En su carrera empresarial, McCall fundó y se desempeñó como director ejecutivo de Plano Savings and Loan Association durante más de 25 años antes de su colapso en 1989. En 1997, McCall fue declarado culpable de fraude por crear $25 millones en registros de préstamos fraudulentos y fue sentenciado a cinco años de prisión. Días antes de su muerte en 2004, McCall recibió un indulto presidencial del presidente George W. Bush.

## Primeros años de vida
McCall nació en 1924 en la comunidad no incorporada de Snow Hill, justo al norte de Farmersville, en el condado de Collin, Texas. Obtuvo títulos de la Universidad Tecnológica de Luisiana y de la Universidad Metodista del Sur. Después de la universidad, McCall se unió al Cuerpo de Marines de los Estados Unidos. Concluido su servicio en la Infantería de Marina, McCall y su esposa Nellie se mudaron a Plano en 1946, cuando la población de la ciudad era de aproximadamente 1500 personas. Fue director de escuela primaria y entrenador de baloncesto de 1952 a 1955.

## Carrera

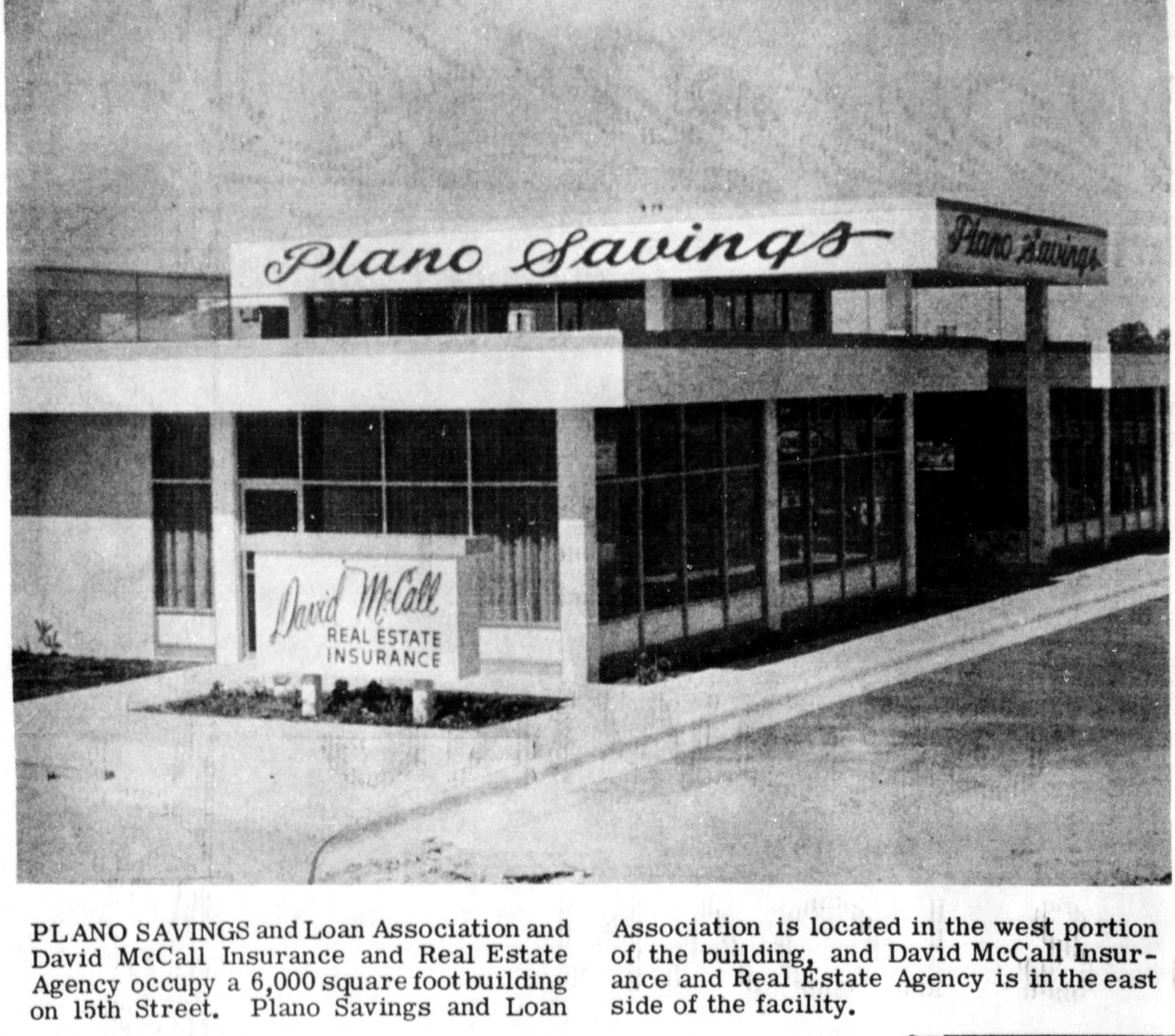
Plano Savings and Loan Association and David McCall Insurance and Real Estate Agency, en 1972.

En 1955, McCall compró una agencia de seguros en Plano. Más tarde estableció la Asociación de Ahorros y Préstamos de Plano en 1963 y se desempeñó como presidente y director ejecutivo durante 26 años hasta la disolución del banco en 1989 durante la crisis de ahorros y préstamos. También formó parte de un grupo que compró una participación mayoritaria en el First National Bank of Plano, para el cual se desempeñó como presidente de la junta durante 13 años. McCall se desempeñó como alcalde de Plano de 1956 a 1960. Ganó su primera elección en 1956 con una votación de 276 a 60. Durante el mandato de McCall, la población de la ciudad se duplicó y la ciudad instaló su teléfono número 1000.

### Cargos por fraude y condena
En agosto de 1995, McCall y otros cuatro acusados, incluido Jack Harvard (alcalde de Plano de 1982 a 1990) fueron acusados de presuntamente orquestar un plan para transferir préstamos problemáticos de un banco a otro. Los fiscales alegaron que los acusados querían ocultar las dificultades del banco a los inspectores bancarios. El 10 de octubre de 1996, McCall se declaró culpable y fue sentenciado a cinco años de prisión, 90 días de confinamiento domiciliario y cinco años de libertad condicional. También se le ordenó pagar $ 100,000 en restitución. McCall cumplió 6 meses en prisión antes de ser liberado. Harvard se declaró culpable y fue sentenciado a dos años de prisión.

### indulto presidencial
Cuatro días antes de la muerte de McCall, el presidente George W. Bush le concedió un indulto presidencial. La senadora estadounidense Kay Bailey Hutchison y el congresista Ralph Hall proporcionaron referencias de carácter para la solicitud de indulto de McCall. La de McCall fue la octava vez que Bush usó su poder de indulto. Las relaciones de la familia McCall con los funcionarios de la administración Bush, incluido el fiscal general Alberto R. Gonzales, generaron dudas sobre el favoritismo. El proceso de indulto se completó en solo dos o tres días hábiles. El fiscal federal del Distrito Este de Texas, Matthew Orwig, inicialmente se opuso al indulto porque no se siguió el procedimiento adecuado.

## Vida personal
McCall y su esposa tuvieron dos hijos, ambos involucrados en la política de Texas. Brian McCall representó al área de Plano en la Cámara de Representantes de Texas de 1990 a 2010 antes de renunciar para convertirse en canciller del Sistema Universitario Estatal de Texas. David McCall III fue el primer presidente de Dallas Area Rapid Transit (DART), la agencia de tránsito que atiende al área metropolitana de Dallas-Fort Worth. En febrero de 2004, Plano dedicó una plaza en el centro de la ciudad en honor a McCall, cinco días antes de que McCall fuera indultado por el presidente Bush. Fue apodado «Mr. Plano».